# Richard Paris
Richard Ian „Dick“ Paris (* 8. April 1941 in Victoria (Australien); † 4. Oktober 2017) war ein australischer Radrennfahrer und nationaler Meister im Radsport.

## Sportliche Laufbahn
Paris war im Bahnradsport und im Straßenradsport aktiv. Er war Teilnehmer der Olympischen Sommerspiele 1964 in Tokio. Im 1000-Meter-Zeitfahren wurde er beim Sieg von Patrick Sercu als 16. klassiert. Er startete auch im Sprint und scheiterte im Vorlauf an Daniel Morelon.
Bei den Commonwealth Games 1974 gewann Paris das Zeitfahren. 1970 war er im Straßenrennen ausgeschieden. 1974 gewann er die nationale Meisterschaft im 1000-Meter-Zeitfahren.